# Don Schain
Don Schain (Nova Jérsei, 26 de fevereiro de 1941 – Salt Lake City, 26 de dezembro de 2015)é um escritor, diretor, e produtor de cinema, mais notavelmente para a Disney Channel.
Don iniciou sua carreira no ramo durante a década de 1960, com a direção de The Love Object. Em meados da década de 1970, Don dirigiu sua esposa na época, Cheri Caffaro, em filmes comerciais, incluindo a série Ginger, assim como Too Hot To Handle. Desde então, Don produziu quinze filmes para a Disney Channel, mais recentemente High School Musical, Wendy Wu: Homecoming Warrior e Read It and Weep. Recentemente foi contratado para fazer The Cheetah Girls 3, High School Musical 3, Sapnapped e Minutemen.